# Fura-flor-grande
Fura-flor-grande (Diglossa major) é uma espécie de ave da família Thraupidae.
Pode ser encontrada nos seguintes países: Brasil, Guiana e Venezuela. Seus habitats naturais são: regiões subtropicais ou tropicais húmidas de alta altitude e matagal tropical ou subtropical de alta altitude.